# طوماس ستافورد
طوماس ستافورد (بالإنجليزية: Thomas P. Stafford)‏ هو أحد رواد الفضاء الأمريكيين الذين شاركوا في يرنامج أبولو للسفر إلى القمر. ولد ستافورد في 17 سبتمبر 1930 في ويذرفورد بولاية أوكلاهوما بالولايات المتحدة الأمريكية. قاد أبولو 10 للذهاب إلى القمر، واتخاذ مدار حوله، ثم أداء مناورة الهبوط على القمر بالمركبة القمرية. وزامَلَه في هذه المناورة جين سيرنان حيث هبطا بالمركبة القمرية حتى ارتفاع 16 كيلومتر من سطح القمر، ثم عاد الاثنان للحاق بزميلهم جون يونغ الذي كان قبطانًا لمركبة الفضاء «شارلي براون» التي تدور في مدارٍ حول القمر على ارتفاع 110 كيلومترًا. كانت تلك الرحلة الأولى لأبولو 10 تمهيدًا نهائيًّا لهبوط الإنسان على سطح القمر والذي حققته رحلة أبولو 11 بقيادة نيل أرمسترونج.

## اقرأ أيضا
- نيل أرمسترونج
- جون يونغ
- يوجين سيرنان
- أبولو 10
- بز ألدرن
- ميشائيل كولينز
- فاروق الباز

## وصلات خارجية
- طوماس ستافورد على موقع IMDb (الإنجليزية)
- طوماس ستافورد على موقع الموسوعة البريطانية (الإنجليزية)
- طوماس ستافورد على موقع مونزينجر (الألمانية)
- طوماس ستافورد على موقع إن إن دي بي (الإنجليزية)
- طوماس ستافورد على موقع ديسكوغز (الإنجليزية)
- طوماس ستافورد على موقع قاعدة بيانات الفيلم (الإنجليزية)